# Ad Helviam matrem, De consolatione
Consolação a Minha Mãe Hélvia (originalmente ad Helviam Matrem, De Consolatione) é uma carta de consolação escrita pelo romano Sêneca para sua mãe Hélvia por ocasião de seu exílio de Roma. Os estudiosos concluíram que o texto é datado de aproximadamente 42/43 AD.

## Tema
No ano 41, Sêneca fora condenado ao exílio pelo imperador Cláudio, na ilha mediterrânea da Córsega por um alegado caso com a irmã do imperador Calígula. A acusação provavelmente foi inventada por uma vingança pessoal. Pouco antes ele havia sido condenado à morte e posteriormente perdoado pelo anterior imperador, o louco Calígula. Do exílio ele escreveu uma de suas obras mais extraordinárias - a carta de consolo para sua mãe, Hélvia. 
No texto, Sêneca diz a sua mãe que ele não sente dor, portanto ela não deve lamentar sua ausência. Ele se refere ao seu exílio meramente como uma "mudança de lugar" e assegura-lhe que seu exílio não lhe trouxe sentimentos de desgraça.
Hélvia era uma mulher cuja vida tinha sido marcada por uma perda inimaginável - sua própria mãe havia morrido enquanto ela a nascera, e ela enterrou seu marido, seu tio amado e três de seus netos. Vinte dias depois que um de seus netos - o próprio filho de Sêneca - morrera em seus braços, Hélvia recebeu notícias de que Sêneca fora levado para a Córsega, condenado à vida no exílio. Esta desgraça final, Sêneca sugere, fez desmoronar a pilha perdas ao longo da vida o o fez escrever a carta trazida por esse livro.
Em vez de meras palavras, Sêneca produz uma obra-prima retórica, trazendo a essência da filosofia do Estoicismo, com partes iguais de lógica e estilo literário. "Todas as suas dores foram desperdiçadas se você ainda não aprendeu a sofrer".

## Conteúdo
Sêneca faz uma sólida defesa do mecanismo de auto-proteção mais poderoso da vida – a disciplina de não tomar nada por certo.
Nunca me entreguei à fortuna, mesmo quando parecia que estava em paz comigo; todos os favores, dos quais muito generosamente me cercava (riquezas, cargos, prestígio), coloquei-os em tal lugar de onde a mesma fortuna pudesse retomá-los, sem me aborrecer. Deixei sempre grande distância entre mim e eles: tirou-me os favores, portanto, não os arrancou. A fortuna contrária não diminui senão os homens que se deixaram enganar pela prosperidade.
Os homens que se agarram a seus presentes como a coisas das quais tem perpétua propriedade, e que por eles querem ser invejados pelos outros, jazem prostrados e aflitos, quando os deleites falsos e fugazes abandonam sua alma vil e pueril, que ignora qualquer prazer real; mas quem na prosperidade não se orgulhou, não se abala se as coisas mudam.
Nesta carta vemos como Sêneca, ao contrário do costume romano, incentiva também as mulheres a estudarem filosofia:
Por isso incito-lhe a procurar refúgio onde todos os que procuram conforto para suas mágoas deviam refugiar-se: nos estudos da filosofia. Ela saberá sarar sua ferida, arrancando de você toda queixa.  Oh! se meu pai, que era o melhor dos homens, mas estava demasiadamente preso aos costumes dos antepassados, tivesse desejado que você fosse ensinada ao invés de informada somente dos preceitos da sabedoria! Agora, contra os golpes da fortuna, precisaria não procurar auxílios mas servir-se dos que teria. Mas meu pai não quis que você seguisse sua inclinação para esses estudos por causa das mulheres que se servem da cultura não para tirar regras de sabedoria e sim para enfeitar-se com ela como com custosa joia. Todavia, graças à sua pronta inteligência, assimilou mais que quanto pudesse fazer supor o tempo dedicado à cultura: já lançou os alicerces de toda disciplina. Volte para ela, agora: ela lhe protegerá. Ela lhe consolará. (Consolação a Minha Mãe Hélvia XVII, 4-5)— Sêneca https://www.estoico.com.br/355/consolacao-a-minha-mae-helvia/

## Leitura Adicional

#### Traduções
- Alexandre Pires Vieira. Consolação a Minha Mãe Hélvia. 2020, Montecristo Editora. ISBN 9781619651234